# Pezizaceae
Pezizaceae é uma família de fungos do filo Ascomycota que produzem cogumelos que tendem a ter a forma de uma "taça". Os esporos formam-se na superfície interior do corpo frutífero (cogumelo). A forma de taça serve tipicamente para ajudar as gotas de chuva a expulsar os esporos para fora da taça. Além disso, a curvatura permite às correntes de ar dispersarem os esporos de uma maneira distinta daquela da maioria dos agáricos e boletos.
Os fungos de taça crescem com formas peculiares, assemelhando-se frequentemente a taças ou pires. Por exemplo, Aleuria aurantia, parece-se bastante a uma casca de laranja descartada. Podem ter cores vivas como em Sarcoscypha coccinea, que é muitas vezes um dos primeiros sinais da primavera nas regiões onde cresce. Segundo uma estimativa de 2008, a família contém 31 géneros e 230 espécies.

## Lista de géneros
- Amylascus
- Boudiera
- Cazia
- Eremiomyces
- Hapsidomyces
- Hydnobolites
- Hydnotryopsis
- Iodophanus
- Iodowynnea
- Kalaharituber
- Lepidotia
- Marcelleina
- Mattiroliomyces
- Mycoclelandia
- Pachyella
- Pachyphloeus
- Peziza
- Plicaria
- Rhodopeziza
- Ruhlandiella
- Sarcosphaera
- Scabropezia
- Sphaerozone
- Terfezia
- Tirmania